# Ballroom-Szene

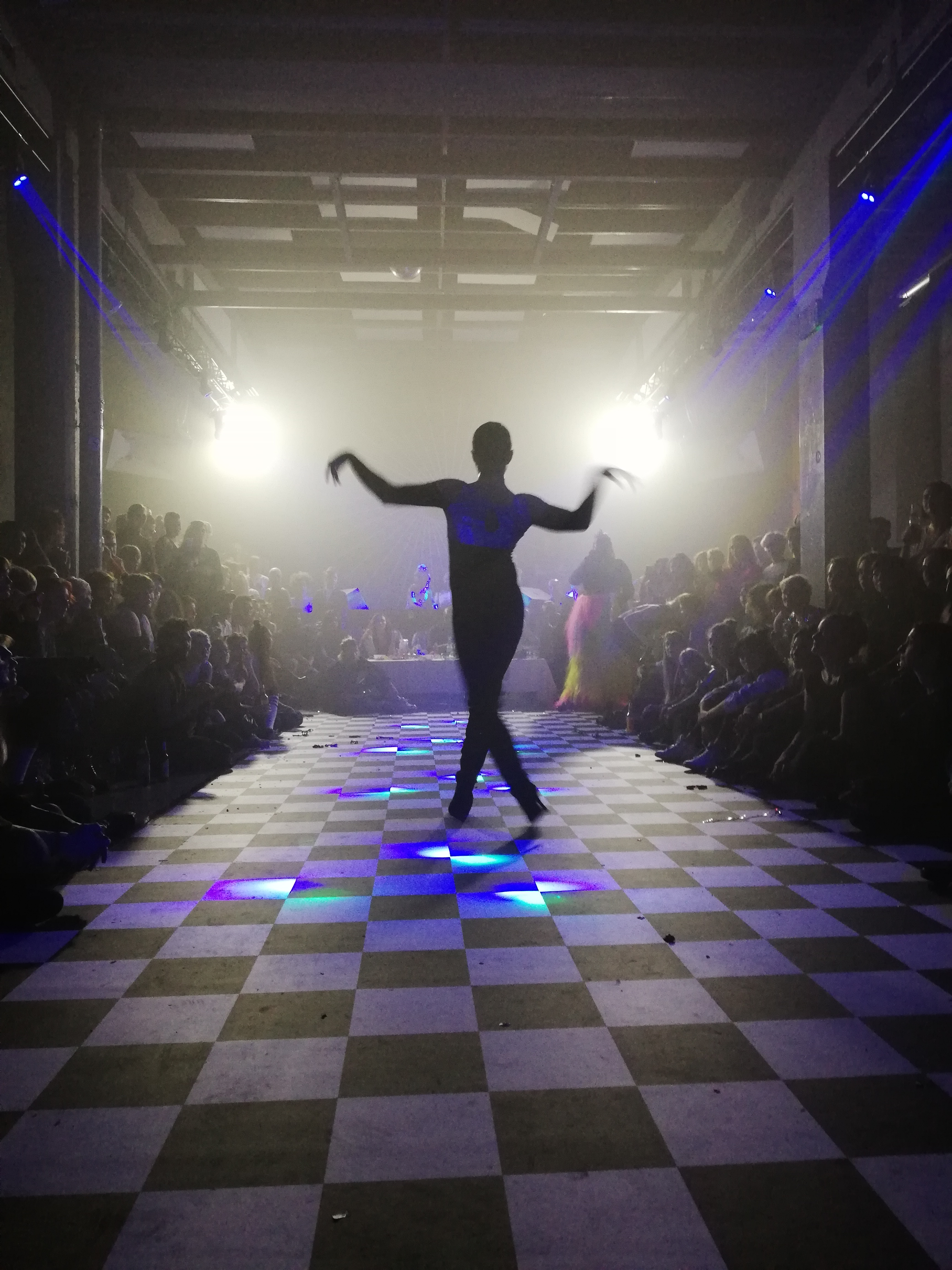
Ball Culture, Give me life-Festival, Berlin 2018

Die Ballroom-Szene (auch Ball Culture, drag ball culture, house-ballroom community und ähnliche Begriffe) beschreibt eine afroamerikanische und lateinamerikanische Bewegung in der US-amerikanischen LGBTQ-Szene, die in New York City ihren Ursprung nahm. Dabei laufen (d. h. wetteifern) Teilnehmer bei Veranstaltungen mit dem Namen „Ball“ auf einem Catwalk, um in verschiedenen Kategorien in den Wettkampf zu gehen und Preise, Trophäen oder Ruhm zu gewinnen. Die Wettbewerbe bestehen aus einem Mix von Tanz, Drag, Lip-syncing und Modellaufen. Die meisten Teilnehmer sind Mitglieder eines Hauses (amerik. house), im Szene-Jargon ein familiäres Netzwerk außerhalb der biologischen Ursprungsfamilie.

## Häuser
In der zweiten Hälfte des 20. Jahrhunderts konnten viele Mitglieder der ballroom culture ihre Sexualität und Geschlechtsidentität in ihrer Herkunftsfamilie nicht offen ausleben, ohne Diskriminierung und Zurückweisung befürchten zu müssen. Die Häuser der ball culture dienen daher für die meist schwarzen und lateinamerikanischen LGBTQ-Personen, die aufgrund ihrer sexuellen Orientierung oder ihrer geschlechtlichen Identität von ihren biologischen Ursprungsfamilien verstoßen wurden, als alternative Familie, in der diese Unterstützung, Rückhalt und Anleitung erfuhren. Für viele Mitglieder der Ballroom-Szene sind die Häuser ihre einzige familiäre Ressource. Die jungen homosexuellen, transidenten, nicht-binären, nicht-geschlechtskonformen und schwarzen oder lateinamerikanischen Mitglieder der Ballroom-Szene müssen häufig mit Rassismus, Homophobie und Transphobie zurechtkommen. Die Ballroom-Szene war und ist eine Möglichkeit, sie in einem gewissen Maße vor Problemen zu bewahren, denen sie häufiger ausgesetzt sind als weniger marginalisierte Mitglieder der Gesellschaft, z. B. der Verstoßung durch die eigene Ursprungsfamilie, Obdachlosigkeit, Prostitution, Mord, Drogenabhängigkeit und seit der AIDS-Krise auch HIV.
Geleitet werden die Häuser von „Müttern“ und „Vätern“, meist älteren und respektierten Mitgliedern der Ballroom-Szene mit mehrfachem Gewinnerstatus bei den Wettbewerben. Historisch betrachtet gibt es in den Häusern vier Kategorien von Mitgliedern: „butch queens“ (schwule Cis-Männer), „femme queens“ (trans Frauen), „butches“ (trans Männer oder maskuline lesbische Frauen) und Frauen. Die „Mütter“ sind meist „butch queens“ (schwule Männer) oder „femme queens“ (trans Frauen), die „Väter“ sind meist „butch queens“ (schwule Männer) oder „butches“ (trans Männer). In der Szene gab es daneben mit „doll“ (Puppe) eine weitere Bezeichnung für trans Frauen, woraus der gegen Transphobie gerichtete Slogan Protect The Dolls entstand. Die Hauseltern übernehmen eine Mentoren- und Vorbildfunktion für die sogenannten „Kinder“ ihrer Familie und lassen diesen Anleitung und soziale Unterstützung zukommen. Manche Hauseltern teilten sogar ihre Wohnung mit ihren Kindern, um diese vor Obdachlosigkeit zu bewahren. Die Kinder eines Hauses gelten als „Geschwister“.
Jedes Haus erhält von dem Hausvater bzw. der Hausmutter einen symbolträchtigen Namen, wobei die Kinder des jeweiligen Hauses häufig diesen Namen als ihren Nachnamen annehmen. Die Namen sind häufig von Mode- und Designerlabeln (House of St. Laurent, House of Miyake-Mugler, House of Gorgeous Gucci, House of Balmain) oder Epizentren der Modeindustrie (House of Milan) abgeleitet, da LGBTQ-Personen of Colour der Zugang zu der weiß dominierten Modewelt meist verwehrt blieb. Um bei den Wettbewerben dennoch in auffälligen und extravaganten Kostümen auftreten zu können, gab es die Praxis, die Stoffe für deren Herstellung zu stehlen. Diese illegale Praxis wird im Szene-Jargon Mopping (dt. „wischen“) genannt.
Die Häuser haben neben der sozialen Unterstützung die Aufgabe, Wettbewerbe zu organisieren und an diesen teilzunehmen. Den Hauseltern kommt es dabei zu, die Kinder auf die Wettbewerbe der ballroom culture vorzubereiten, indem sie ihnen deren Techniken beibringen. Ziel ist es, innerhalb der ballroom-Kultur Ruhm zu erwerben und sich einen Namen zu machen. Wenn jemand eine Kategorie immer wieder gewinnt und über Jahre hinweg gute Arbeit für die ballroom-Gemeinschaft geleistet hat, kann er von den Ältesten zum Star, Statement, zur Ikone oder Legende ernannt werden. Auch die Häuser erwerben Ansehen und einen außerordentlichen, als „legendär“ bezeichneten Rang in der Gemeinschaft, indem sie über einen längeren Zeitraum viele Trophäen und Preise bei den Wettbewerben gewinnen.
Häuser gibt es in mehr als 15 US-amerikanischen Städten, insbesondere im Nordosten der USA. Darunter befinden sich die Städte New York City, Newark, Jersey City, Philadelphia, Baltimore, Washington, D.C. und Oakland (Kalifornien).

## Geschichte
Die ballroom culture stellt eine gegenkulturelle Bewegung dar, die aus der Not und in Abgrenzung zur Mehrheitsgesellschaft entstanden ist. Die Ursprünge dieser Bewegung werden bereits im späten 19. Jahrhundert verortet, als LGBTQ-Personen in New York City und anderen großen US-amerikanischen Städten die ersten Drag Balls veranstalteten. Dabei verstießen die  Teilnehmer durch ihre Verkleidung bewusst gegen Geschlechter- und Kleidungskonventionen sowie gegen Gesetze, die das Tragen von Kleidungsstücken des anderen Geschlechts verboten.
In den ersten Jahrzehnten des 20. Jahrhunderts erfreuten sich die Drag-Bälle zunehmender Beliebtheit. Während und nach dem Zweiten Weltkrieg wurden diese Veranstaltungen verboten, was dazu führte, dass die Drag-Bälle als Untergrundkultur in privatem Rahmen fortgeführt wurden. Bei den Dragbällen durften zwar Schwarze teilnehmen, doch aufgrund rassistischer Einstellungen war es den schwarzen Teilnehmern nicht möglich, Preise zu gewinnen. Es gab keine schwarzen Schiedsrichter, und viele waren daher der Ansicht, dass die Bälle darauf ausgerichtet waren, dass nur Weiße gewinnen konnten.
Um der Rassendiskriminierung zu entgehen, entschieden sich schwarze und lateinamerikanische Teilnehmer, ihre eigenen Bälle zu veranstalten. Daraus entstand in den 1960er Jahren im New Yorker Stadtviertel Harlem die ballroom culture als ein sicherer Raum für junge queere People of Colour. Das Auftreten auf Bällen der ballroom culture bietet den Mitgliedern dieser Kultur eine Parallelwelt, in der sie die Anerkennung erfahren können, die ihnen in der Gesellschaft sonst verwehrt bleibt. Zu Beginn enthielten die Bälle wenige Kategorien und die Teilnehmer waren vor allem Queens, die Showgirls aus Las Vegas imitierten. Durch die Stonewall-Aufstände Ende der 1960er erhöhte sich die Selbstakzeptanz und der Stolz innerhalb der Community. In den 1970ern stieg die Zahl der Teilnehmer und zugleich der angebotenen Wettbewerbs-Kategorien an, sodass es fortan mehr Ausdrucksmöglichkeiten im Rahmen der ballroom culture gab. Von New York aus breitete sich die ballroom culture in den 1980er und 1990er Jahren auf andere große US-amerikanische Städte aus.

## Medien
Durch mediale Darstellungen wurde das Voguing der ballroom-Szene international bekannt: Die Dokumentation Paris brennt (1990) von Jennie Livingston zeigte die New Yorker ballroom-Kultur der 1980er Jahre, deren Mitglieder, meist Schwule, Transsexuelle und People of Colour, bei Bällen darum wetteiferten, in vorgegebenen Kategorien wie Drag, Tanz und Schönheit mit hoher „realness“, d. h. möglichst authentisch, aufzutreten. Durch Madonnas international erfolgreiches Lied Vogue (1990) erreichte Voguing den Mainstream, für das Musikvideo und für ihre Blond Ambition Tour im Jahr 1990 buchte die Sängerin ballroom-Tänzer.
Die US-amerikanische Fernsehserie Pose (2018–2021) behandelt die ballroom culture in New York Ende der 80er Jahre, indem sie Protagonisten in ihren Häusern und bei Wettbewerben, aber auch das Leben in Lower Manhattan zeigt. Die Idee zur Serie stammt von Ryan Murphy, Brad Falchuk und Steven Canals. Die FX-Serie Pose ist die Serie mit der bislang höchsten Zahl an Trans-Schauspielerinnen.
Das Filmdrama Port Authority (2019) von Dannielle Lessovitz stellt dar, wie der sich auf Bewährung befindliche 20-jährige Herumtreiber Paul aus dem Mittleren Westen sich in die transsexuelle und schwarze Wye verliebt, zunächst ohne von ihrer geschlechtlichen Identität zu wissen. Wye führt ihn in die ballroom-Untergrundkultur in New York ein. Nach einiger Zeit erfährt Paul von Wyes geschlechtlicher Identität, was bei ihm Fragen aufwirft, ebenso wie Wye von Pauls zuvor verheimlichten Obdachlosigkeit und schlechten sozialen Lage erfährt. Port Authority wurde 2019 im Rahmen der renommierten Reihe Un Certain Regard bei den Internationalen Filmfestspiele von Cannes gezeigt. Der Film zeigt Szenen aus der ballroom culture, etwa bei Bällen, in Häusern und bei Proben für die Wettbewerbe. Jeder Schauspieler, der in ballroom-Szenen vorkommt, ist tatsächlich in der New Yorker ballroom culture aktiv. Leyna Bloom, die Darstellerin von Wye, gilt in der New Yorker Szene als „Polynesische Prinzessin“, hat sich einen Namen in der Gesichts-Kategorie gemacht und ist Mutter des House of Miyake-Mugler.